# Большой Куяльник
Большо́й Куя́льник (укр. Великий Куяльник) — река в Одесской области Украины. Длина реки — 150 км, площадь водосборного бассейна — 1860 км². Питание снеговое, летом мелеет, иногда пересыхает, в холодные зимы перемерзает. В Большой Куяльник впадает около 40 малых рек суммарной протяжённостью около 280 км.
Большой Куяльник берёт исток на юго-восточных склонах Подольской возвышенности, вблизи Подольска и протекает по территории Подольского, Ананьевского, Ширяевского и Ивановского районов Одесской области. Впадает в Куяльницкий лиман, который отделён от Чёрного моря пересыпью. На лимане, в черте Одессы, расположен Куяльницкий курорт. На реке расположены посёлки Долинское, Ширяево, Ивановка и множество небольших сёл.
Притоки: (от истока к устью) балка Вертот, Сухая Журовка, балка Каунова и Глубокий Яр, балка Глубокий Яр, Овраг Дубовый, балка Курсаковская, Кошкова
Исходя из описаний Геродота климат северного Причерноморья более чем 2 тысячи лет назад был гораздо влажнее современного. В то время Большой Куяльник был более полноводной рекой. В устье обнаружены остатки греческого поселения III—IV веков до н. э. и несколько скифских курганов.
Со временем устье реки превратилось в залив Чёрного моря, отделившийся от моря за счёт пересыпи из морского и речного песка. Отделение произошло приблизительно в XIV веке, после этого события на месте бывшего залива сформировался Куяльницкий лиман.
В настоящее Большой Куяльник является рекой с высоким уровнем зарегулированности — на ней сооружено большое количество прудов. В итоге сток воды в Куяльницкий лиман снизился, что приводит к его постепенному обмелению.

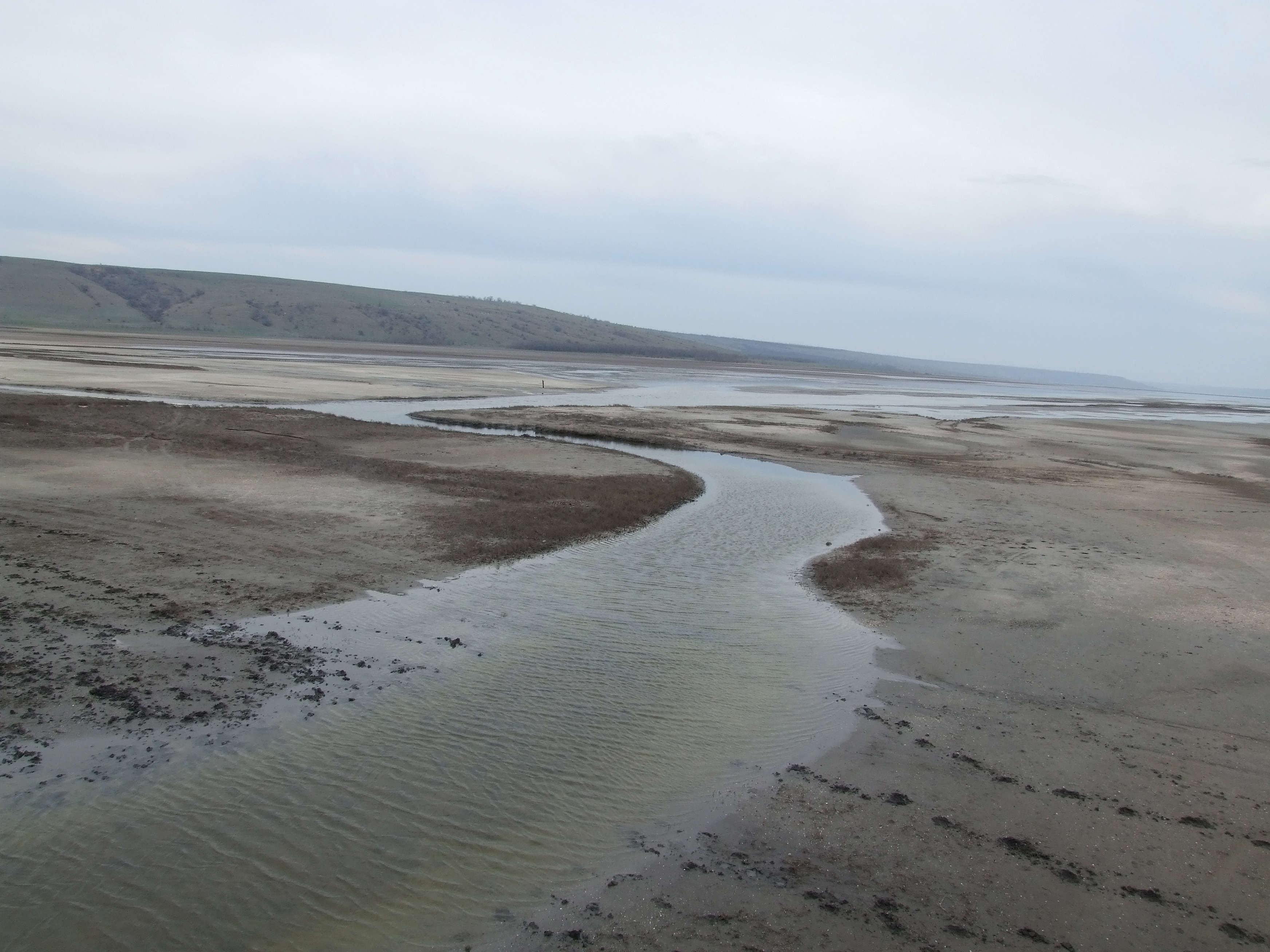
Впадение Большого Куяльника в Куяльницкий лиман